# 198
Évszázadok: 1. század – 2. század – 3. század
Évtizedek: 140-es évek – 150-es évek – 160-as évek – 170-es évek – 180-as évek – 190-es évek – 200-as évek – 210-es évek – 220-as évek – 230-as évek – 240-es évek
Évek: 193 – 194 – 195 – 196 –  197 – 198 – 199 – 200 – 201 – 202 – 203

## Események

### Római Birodalom
- Publius Martius Sergius Saturninust (helyettese Q. Anicius Faustus) és Lucius Aurelius Gallust választják consulnak.
- Miután Niszibisz központtal római provinciává tette Észak-Mezopotámiát, Septimius Severus az utánpótlás akadozása miatt kivonul Mezopotámiából. Másodszor sem sikerül elfoglalnia Hatrát, majd visszatér Syriába.
- Septimius Severus diadalmenetet tart a pártusok felett aratott győzelméért és felveszi a Parthicus Maximus melléknevet. Ugyanazon a napon idősebbik fia, Caracalla augustusi (ezzel gyakorlatilag apja társuralkodójává válik), míg a fiatalabbik, Geta, caesari rangot kap.
- Meghal Olympianus, Byzantium püspöke. Utóda I. Marcus.

### Kína
- Cao Cao újabb sikeres hadjáratot indít Csing provinciába Csang Hsziu ellen.
- A császárt korábban fogva tartó álrégens hadurat, Li Csüét meggyilkolja egyik tisztje, fejét pedig elküldi Cao Caonak.

## Halálozások
- Li Csüe, kínai hadúr

## Fordítás
- Ez a szócikk részben vagy egészben  a(z)   198 című francia Wikipédia-szócikk ezen változatának fordításán alapul.  Az eredeti cikk szerkesztőit annak laptörténete sorolja fel. Ez a jelzés csupán a megfogalmazás eredetét és a szerzői jogokat jelzi, nem szolgál a cikkben szereplő információk forrásmegjelöléseként.